# Terrence Malick
Terrence Frederick Malick (* 30. listopadu 1943, Ottawa, Illinois, USA) je americký filmový režisér, scenárista a producent asyrského původu. Ve své režijní kariéře dosud natočil devět celovečerních filmů a za své dílo byl dvakrát nominován na Cenu akademie (jinak také Oscar) v kategorii Nejlepší režie za filmy Tenká červená linie a Strom života. Za film Tenká červená linie byl také oceněn cenou Zlatého Medvěda v roce 1999 a s filmem Strom života získal v roce 2011 Zlatou palmu v Cannes.

## Mládí
Narodil se v Ottawě v státě Illinois. Po mládí v Oklahomě získal doktorát z filozofie na Harvardově univerzitě. Následovalo stipendijní studium v Oxfordu, kde však studium nedokončil a vrátil se do USA. Zde přednášel filozofii na Massachusettském technologickém institutu a současně publikoval v několika předních vědeckých časopisech. Malicka však lákala scenáristika a kinematografie, a proto se zapsal na Americký filmový institut (AFI) a upsal se tak filmu.

## Filmová kariéra
Malickovou absolventskou prací na Americkém filmovém institutu byl krátkometrážní snímek Lanton Mills, jež pojednává o dvou kovbojích, kteří na koních přicházejí do moderního světa a chtějí vyloupit banku. Malick si sám napsal scénář a film i produkoval. Na toto téma zároveň v budoucnosti navázal ve své scenáristické kariéře. Při svém studiu na AFI se Malick současně věnoval i scenáristické tvorbě. Roku 1971 prodal svůj první scénář Deadhead miles (který byl ale později korigován) a podílel se i na scénářích k filmům Drive, he said a Dead right. Později tvořil i pod pseudonymem David Whitney (např. scénář k filmu The gravy train)
I bez podpory ze strany filmových společností se rozhodl natočit svůj první celovečerní film, který z velké části financoval sám. Film nesl název Badlands (Zapadákov) a byl inspirován skutečným příběhem o dvou milencích na útěku před zákonem. Film byl veřejností dobře přijat a zajistil tak Malickovi režisérské jméno do budoucna. Zároveň se již zde projevil s lyrikou spjatý styl vyprávění, který je typický pro všechny Malickovy filmy.
Na Badlands navázal roku 1978 dalším celovečerním snímkem Days of Heaven (Nebeské dny), kde rozvíjí téma svého režijního debutu. Do hlavních rolí obsadil Richarda Gera a Brooke Adams. Film zaznamenal v odborných kruzích výrazný úspěch a byl oceněn Oscarem za kameru a hlavní cenou za režii roku 1979 v Cannes. I přes to nebyl film komerčně úspěšný a Malick se po jeho premiéře stáhl na dlouhých dvacet let do ústraní.
Jeho velkolepým návratem za kameru se stal roku 1998 snímek The Thin Red Line (Tenká červená linie), jehož scénář napsal Malick podle stejnojmenné novely Jamese Jonese pojednávající o bojích na Guadalcanalu. Filozofický snímek plný hereckých hvězd slavil úspěch a byl sedmkrát nominován na Oscara. I přes to, že neproměnil žádnou nominaci získal cenu Zlatého medvěda a zapsal se zlatým písmem do dějin kinematografie. Film tak potvrdil pozici Malicka jako režiséra silně lyricky zaměřeného, orientujícího se na meditativní tvorbu.
V roce 2005 poté uvedl další celovečerní film The New World (Nový svět), jež čerpá ze známé legendy o Pocahontas. I přes herecké obsazení v čele s Colinem Farrellem, Christopherem Plummerem nebo Christianem Balem byl snímek přijat rozporuplně a rozvířil diskuze o Malickově režijních způsobech a cílech.
Stejné diskuze vyvolává i Malickův zatím poslední film z roku 2011 The Tree of Life (Strom života). I přes obsazení herců jako jsou Brad Pitt nebo Sean Penn zůstává otázkou, komu je film určen. Malick zde dovádí do krajnosti jeho poetickou symfonii, která nyní představuje stvoření světa a dotýká se samotného smyslu bytí. Film byl oceněn Zlatou palmou za režii a získal 3 nominace na Oscara. I přes to, že žádného Oscara nakonec nezískal, je film dílem, o kterém se vedou četné diskuze a teprve budoucnost ukáže, jaký vliv měl na moderní kinematografii.

## Osobní život
Terrence Malick úspěšně tají a odděluje svůj soukromý život od života profesního. Malick poskytuje jen minimum veřejných rozhovorů a informací o jeho životě je jen minimum. Aktuálně sídlí v Austinu v Texasu a od roku 1998 žije se svou manželkou Alexandrou Wallace Malick, kterou také obsadil do svého snímku Nový svět.

## Režijní styl
Pro Malickovy filmy je typická lyrická zaujatost, pomalé tempo vyprávění, které staví na vyprávění pomocí obrazů (většinou příroda) a meditativním podkladu. Filmy mají filozofický podtext a jsou založeny na voice-overech o krásách života, kde hraje důležitou roli práce kamery. Často se zde také objevují různé kontrasty, které reflektují vyšší tematiku.

## Filmografie
- Lanton Mills, 1969.
- Badlands, 1973 (česky Zapadákov).
- Days of Heaven, 1978 (česky Nebeské dny).
- The Thin Red Line, 1998 (česky Tenká červená linie).
- The New World, 2005 (česky Nový svět).
- The Tree of Life, 2011 (česky Strom života).
- To the Wonder, 2012 (česky K zázraku).
- Knight of Cups, 2014 (česky Rytíř pohárů).
- Voyage of Time: Life's Journey (česky Cesta času), 2016.
- Voyage of Time: The IMAX Experience, 2016.
- Song to Song (česky Od písně k písni), 2017.
- A Hidden Life (česky Skrytý život), 2019.
- The Way of the Wind (v postprodukci).